# ساحة الساعة

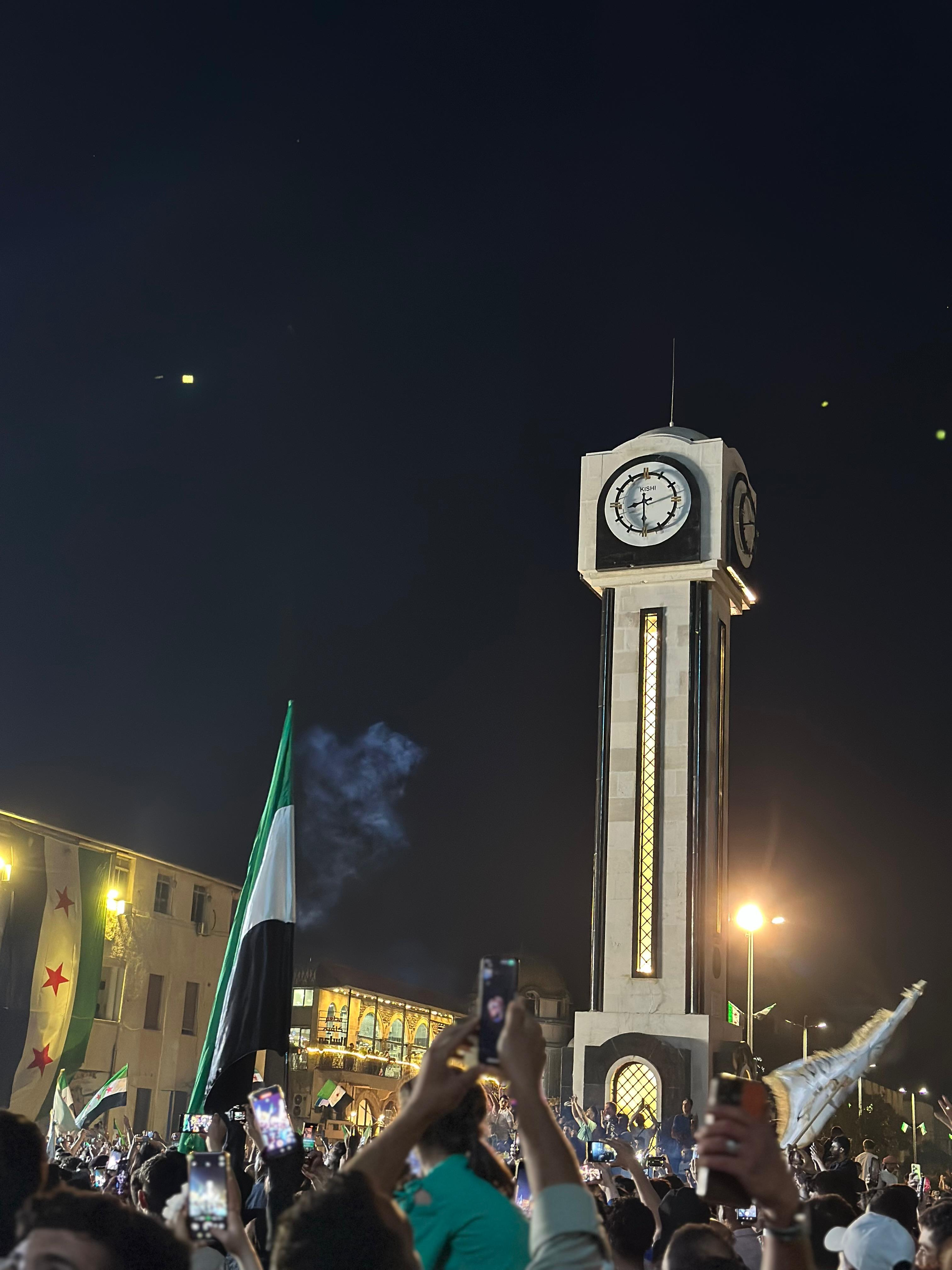
برج الساعة

ساحة الساعة هي ساحة في وسط مدينة حمص، ويعود اسمها نسبة إلى برج يحمل ساعة كبيرة، وتسمى شعبيا في حمص (ساعة كرجية) نسبة إلى المغتربة كرجية حداد التي قامت بتمويل بناء البرج.

## الموقع
تقع الساحة في وسط المدينة، وتشكل مركز التقاء عدد من الشوارع الرئيسية (شارع الدبلان، شارع عبد المنعم رياض، شارع عبد الحميد الدروبي، شارع القوتلي).

## المرافق والخدامات
توجد في ساحة الساعة العديد من مقرات الشركات والخدمات وأهمها:
- بناء مقر مجلس مدينة حمص.
- المركز الرئيسي لشركة الاتصالات (سيريتل).
- المركز الرئيسي لمؤسسة البريد.
- مطعم سكاي فيو.
- مقهى الروضة. (مقهى بيتي).
- مقهى الفرح الشعبي.

## برج الساعة الجديدة
يَقع برج الساعة في وسط مدينة حمص في شارع شكري القوتلي حيث يصل شارع القوتلي بين الساعتين القديمة والجديدة السورية، وهوَ برج طويل يُوجد في أهم ساحات المدينة. شيِّدَ برج الساعة في عام 1958 بمساهمة من مغتربة سورية من مدينة حمص تدعى «كرجيه حداد»، ويُطلق عليه تيمناً بذلك «ساعة كرجية حداد»، بينما سميَ بـ«الساعة الجديدة» بسبب وُجود أربع ساعات وأبراج ساعات قي مدينة حمص، فكان سبب التسمية هوَ تمييزه عنهم.
يَتميز برج «ساعة كرجية حداد» بطراز بنائه. فبناءُ برج الساعة يشبه المآذن مربعة الشكل الطويلة المبنية بطريقة البناء الأبلق، حيث أنه بُني بالأحجار البيضاء والسوداء، وتقع في أعلاه «غرفة الساعات» التي تملك شكل قبة شبه مربَّعة ذات أقواس متقنة الصنع عددها أربعة، وكل قوس هوَ عبارة عن باب تُوجد في منتصفه ساعة، وعددها أربع ساعات موضوعة في كافة الاتجاهات الأربعة بحيث تُتيح مشاهدتها من أي مكان حول البرج. يَبلغ طول العقرب الواحد من عقارب ساعات البرج أكثر من متر، وتعمل هذه العقارب بنظام ميكانيكي خاص تم تطويره عدة مرات، بينما تعزف موسيقى يُسمع صوتها من على بعد ستة أو سبعة كيلومترات.